# Littlerock
|  | Aquest article tracta sobre la població de Califòrnia. Vegeu-ne altres significats a «Little Rock». |

Littlerock és una concentració de població designada pel cens dels Estats Units a l'estat de Califòrnia. Segons el cens del 2000 tenia 1.402 habitants.

## Demografia
Segons el cens del 2000, Littlerock tenia 1.402 habitants, 426 habitatges, i 331 famílies. La densitat de població era de 373,3 habitants/km².
Dels 426 habitatges en un 49,3% hi vivien nens de menys de 18 anys, en un 56,1% hi vivien parelles casades, en un 12,4% dones solteres, i en un 22,3% no eren unitats familiars. En el 17,8% dels habitatges hi vivien persones soles el 4,9% de les quals corresponia a persones de 65 anys o més que vivien soles. El nombre mitjà de persones vivint en cada habitatge era de 3,29 i el nombre mitjà de persones que vivien en cada família era de 3,71.
Per edats la població es repartia de la següent manera: un 38,5% tenia menys de 18 anys, un 7,5% entre 18 i 24, un 30% entre 25 i 44, un 16,5% de 45 a 60 i un 7,5% 65 anys o més.
L'edat mediana era de 29 anys. Per cada 100 dones de 18 o més anys hi havia 99,5 homes.
La renda mediana per habitatge era de 39.000 $ i la renda mediana per família de 50.357 $. Els homes tenien una renda mediana de 46.667 $ mentre que les dones 45.625 $. La renda per capita de la població era de 15.557 $. Entorn del 19,7% de les famílies i el 23,7% de la població estaven per davall del llindar de pobresa.

## Poblacions més properes
El següent diagrama mostra les poblacions més properes.